# Velká Bystřice
Velká Bystřice (Duits: Groß Wisternitz) is een Moravische stad in de Tsjechische regio Olomouc, en maakt deel uit van het district Olomouc. Velká Bystřice telt 3625 inwoners (2023). Op het grondgebied van de stad bevinden zich twee stations, het station Velká Bystřice en de spoorweghalte Velká Bystřice zastávka aan de spoorlijn van Olomouc naar Opava. Een bezienswaardigheid in de stad is het slot Velká Bystřice. De stad neemt deel aan de samenwerkingsverbanden Mikroregion Olomoucko en Sdružení obcí mikroregionu Bystřička.

## Geschiedenis
- 1076 – De eerste schriftelijke vermelding van Velká Bystřice.
- 1975 – De gemeente Mrsklesy wordt geannexeerd door de gemeente Velká Bystřice.
- 1976 – De gemeente Bukovany wordt geannexeerd door de gemeente Velká Bystřice.
- 1990 – Bukovany scheidt zich af van de gemeente Velká Bystřice en wordt (opnieuw) een zelfstandige gemeente.[1]
- 1996 – Mrsklesy scheidt zich af van de gemeente Velká Bystřice en wordt (opnieuw) een zelfstandige gemeente.
- 1998 – De gemeente Velká Bystřice krijgt de status stad.[2]

## Geboren
- Mojmír Zedník (19 april 1921), componist

## Aanliggende gemeenten
| Aangrenzende gemeenten | Aangrenzende gemeenten | Aangrenzende gemeenten | Aangrenzende gemeenten | Aangrenzende gemeenten |
| ---------------------- | ---------------------- | ---------------------- | ---------------------- | ---------------------- |
| Bukovany               |                        | Olomouc                |                        | Hlubočky               |
|                        |                        |                        |                        |                        |
| Bystrovany             | Mrsklesy, Přáslavice   |                        |                        |                        |
|                        |                        |                        |                        |                        |
| Olomouc                |                        | Velký Týnec            |                        | Svésedlice             |